# Merced (California)
Merced, fundada en 1889, es una ciudad y sede de condado del condado de Merced, California, Estados Unidos. Según el censo de 2000 tenía una población de 63.893 habitantes, y en 2005 contaba con 73.767 habitantes.

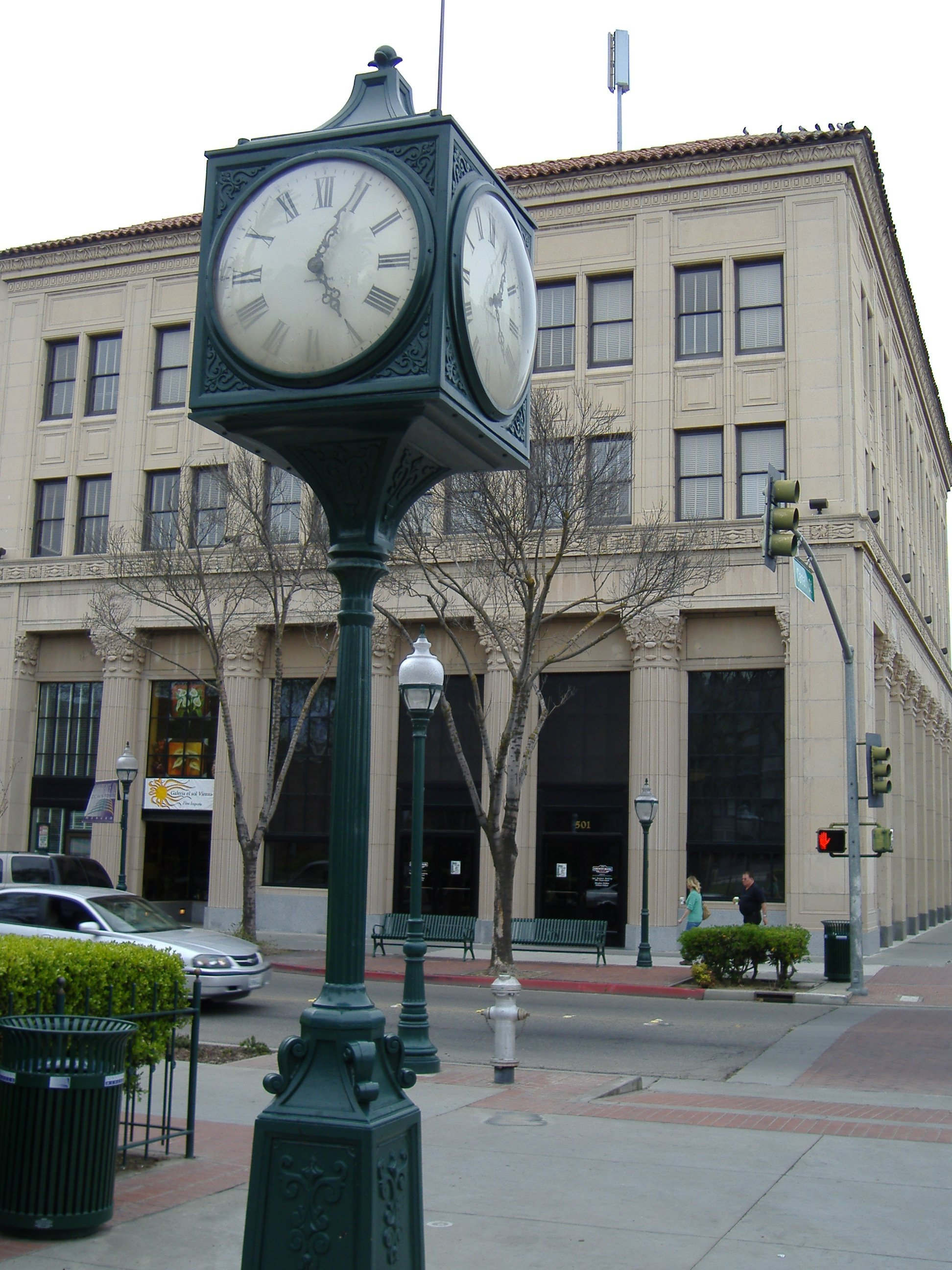
Plaza Bob Hart

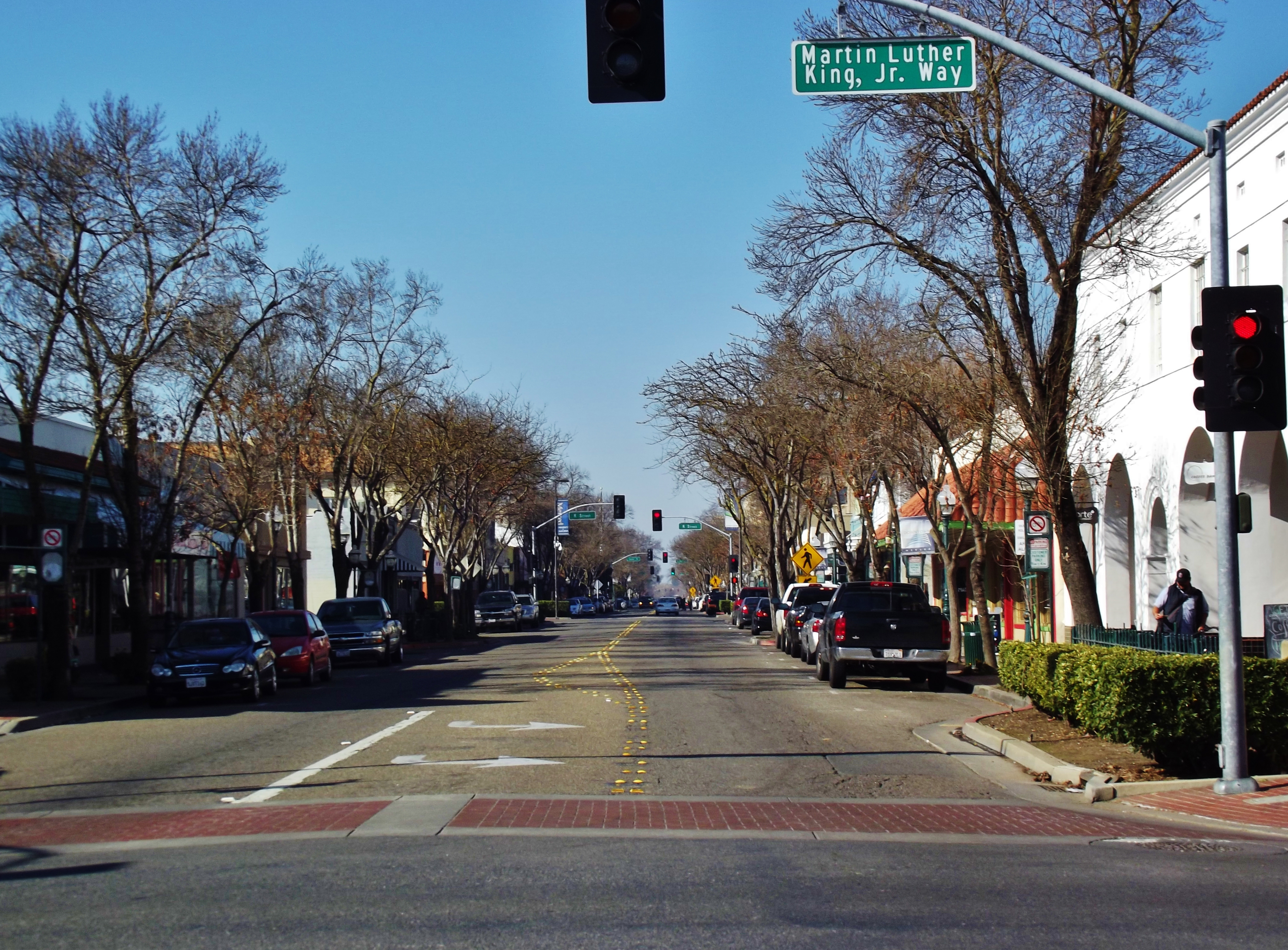
Calle principal en Merced, California

## Demografía
| 64,371                     | 66,012 | 68,294 | 69,710 | 72,534 | 73,767 |
| (Fuente: [cita requerida]) |        |        |        |        |        |

## Salud
En Merced se encuentra el hospital Mercy Medical Center Merced.

## Educación
El Distrito Escolar de la Ciudad de Merced gestiona las escuelas primarias y medias públicas.
El Distrito Escolar Unificado de las Preparatorias de Merced gestiona las escuelas preparatorias (high schools) públicas.